# Chenopodium burkartii
Chenopodium burkartii là loài thực vật có hoa thuộc họ Dền. Loài này được (Aellen) Vorosch. mô tả khoa học đầu tiên năm 1942.